# وریگتسویل بیچ (کارولینای شمالی)
وریگتسویل بیچ (به انگلیسی: Wrightsville Beach) شهری در ایالت کارولینای شمالی کشور ایالات متحده آمریکا است که جمعیت آن در سرشماری سال ۲۰۱۰ میلادی، ۲٬۴۷۷ نفر بوده‌است.